# Notoxus binotatus
Notoxus binotatus là một loài bọ cánh cứng trong họ Anthicidae. Loài này được Gebler miêu tả khoa học năm 1829.